# Ballydehob
Ballydehob (forma anglicizzata) o Béal an Dá Chab (in irlandese) è un villaggio nella contea di Cork, in Irlanda.